# Parangbatu
Parangbatu is een bestuurslaag in het regentschap Tuban van de provincie Oost-Java, Indonesië. Parangbatu telt 4764 inwoners (volkstelling 2010).